# Teknikmagasinet
Teknikmagasinet är en svensk, sedan 2024, renodlad e-handelskedja och  tidigare detaljhandelkedja i hemelektronik- och hobbybranschen.
Fram till 2023 omfattade det produkter inom kategorier såsom ljud och bild, foto, maskerad, träning, mobiltelefoni, kroppsvård och datortillbehör. Kedjan hade 2023 cirka 35 butiker i Sverige och cirka 30 butiker i Norge. 2008–2020 även butiker i Finland. Utöver de fysiska butikerna bedrev kedjan även näthandel med webbutiker. I början av 2024 gick företaget åter i konkurs, och samtliga butiker avvecklades. Kvar blev e-handelsdelen, som mobilföretaget PhoneLife köpte upp tillsammans med varumärket.

## Historik och ägande

### Ursprungliga Teknikmagasinet
Företaget grundades av Bengt-Åke Printz, Urban Printz och Jannis Östlund 1989, med den första butiken i Skärholmen Centrum i Stockholm.
I januari 2004 förändrades bolagets ägarbild, då en konstellation bestående av riskkapital-företaget 3i, Bo Lundquist (före detta VD i Esselte) samt en grupp av personalen gick in som nya delägare. I november 2011 förändrades återigen ägarbilden, då 3i:s andel av Teknikmagasinet köptes av SEB Venture Capital.
År 2015 köpte riskkapitalbolaget Segulah bolaget för omkring 600 miljoner kronor och tillsatte Sarah Falk som VD. 2016 avgick Sarah Falk och ersattes av Catherine Sahlgren. Efter problem med höga skulder ansökte bolaget 2017 om företagsrekonstruktion.
År 2018 köpte Peter Gyllenhammar bolaget, som satsade på att erbjuda kunderna mobiltelefonreparationer i butikerna. Efter att en ny företagsrekonstruktion inletts 2019 avgick Sahlgren som VD och ersattes av Ulrika Göransson. Den 15 januari 2020 meddelades att kedjan avbröt den pågående rekonstruktionen för att ansöka om konkurs. Bolaget som försattes i konkurs hade organisationsnummer 556381-3038.

### Teknikmagasinet SWE
Den 17 januari 2020 meddelade Ambia Trading Group AB att de ville köpa rörelsen och den 29 januari meddelades att Ambia för 41 miljoner kronor köpt Teknikmagasinets lager, inventarier, 52 av bolagets tidigare 83 svenska butiker och aktierna i det helägda norska dotterbolaget med 35 butiker. Detta ledde till att från och med den 10 februari bedrevs verksamheten i nybildade Teknikmagasinet SWE AB, organisationsnummer 559236-2833. Ambia Trading Group bytte senare namn till Ambience Group, och dess huvudägare Marcus Andersson hade våren 2019 sålt sitt innehav till Kvalitena. Ambiences näst största ägare var Unwrap Finance. Ambience genomgick en företagsreskonstruktion 2020.
I november 2020 meddelades att Teknikmagasinet köpts av nystartade Matera Retail Group, ägt av Svea Ekonomi, Kvalitena och Unwrap Finance. Svea Ekonomi och Kvalitena hade som fordringsägare tidigare varit motståndare till att den 2019 inledda rekonstruktionen avbrutits och att bolaget ansökt om konkurs.
I mars 2022 meddelades att Teknikmagasinet köpts av det norska företaget Release AS, som hösten 2022 fick en fond förvaltad av Verdane som största ägare. Den 4 januari 2024 försattes Release AS och Teknikmagasinet SWE i konkurs.

### Teknikmagasinet under PhoneLife
I februari 2024 stod det klart att mobilföretaget PhoneLife AB (organisationsnummer 556913-5386) köpt Teknikmagasinet som varumärke och övertagit den svenska webbadressen för att bedriva e-handel.

## Bildgalleri

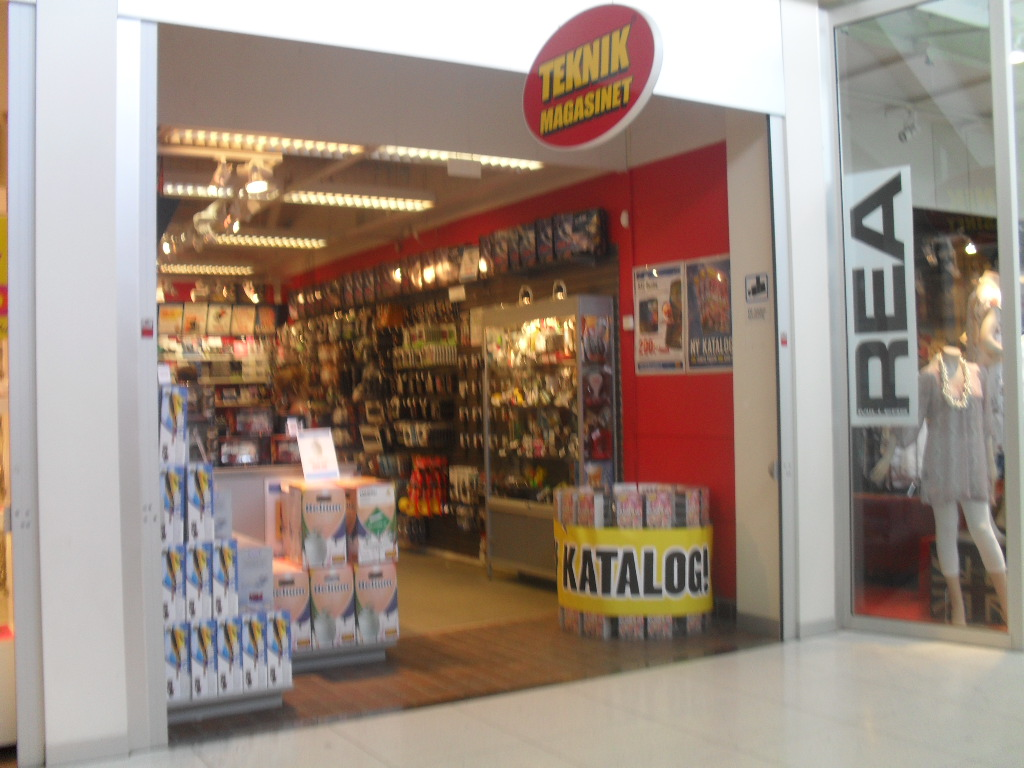
Teknikmagasinet i Tyresö Centrum, 2010.
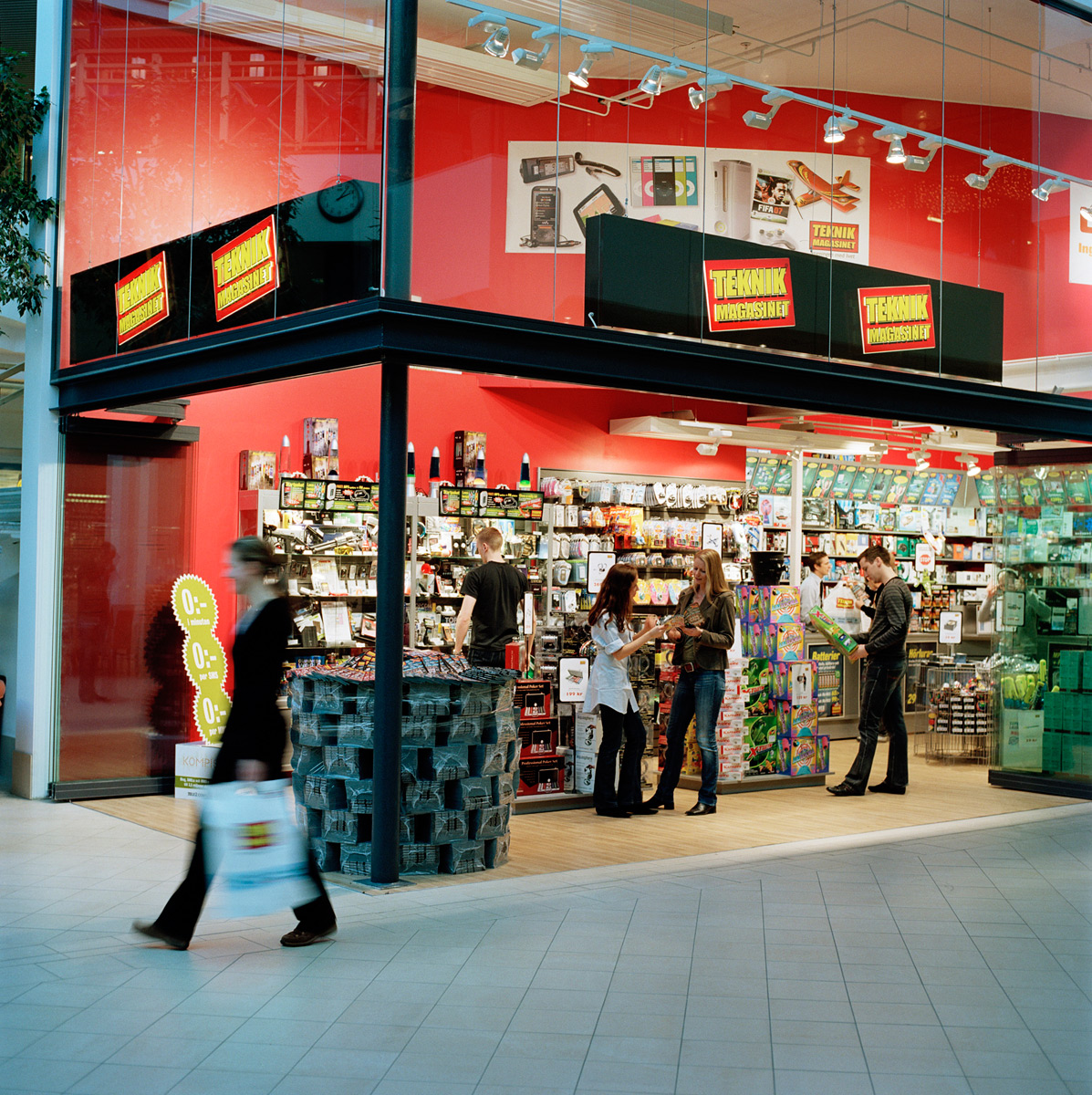
Teknikmagasinet i Sollentuna kommun, 2007.